# سام كاتلين
سام كاتلين (بالإنجليزية: Sam Catlin)‏ كاتب ومخرج ومنتج تلفزيوني أمريكي. هو صانع عمل إيه إم سي الواعظ، وعمل سابقًا ككاتب ومنتج في اختلال ضال. تم ترشيحه لجائزة نقابة الكتاب الأمريكية لعمله في المسلسل.

## وصلات خارجية
- Sam Catlin في قاعدة بيانات الأفلام على الإنترنت